# 汤元进一
汤元进一（日语：／ Yumoto Shinichi，1984年12月4日—），日本男子摔跤运动员。他曾代表日本参加2012年夏季奥林匹克运动会摔跤比赛，获得男子自由式55公斤级铜牌。哥哥汤元健一同样是摔跤运动员。